# Одеський фаховий коледж економіки, права та готельно-ресторанного бізнесу
Одеський  фаховий коледж економіки, права та готельно-ресторанного бізнесу (раніше - ДВНЗ ОКЕПГРБ) — вищий навчальний заклад І рівня акредитації в місті Одесі.

## Історія і розвиток
За довгі роки своєї освітньої діяльності коледж випускав спеціалістів, які стали товарознавцями, продавцями продовольчих і непродовольчих товарів, технологами приготування їжі, поварами, адміністраторами торговльних залів ресторанів, готельних та туристичних підприємств, бухгалтерами, касирами магазинів та відділів банків, рієлторами, оцінювачами тощо.
З розпадом Російської імперії, утворенням Радянського союзу освіту у галузі торгівлі в Одесі стали надавати торговельно-промислові школи. У 1921 році на базі торгово-промислової середньої професіональної школи утворюється Торгово-промисловий технікум. Перший набір до технікуму становив 120 осіб, а вже до 1941 року отримали дипломи 4350 спеціалістів. Навчальний рік 1941 року не розпочався через німецьку окупацію Одеси під час Другої Світової війни.
Технікум відновив роботу з вересня 1947 року під назвою «Одеський технікум радянської торгівлі».
У 1991 році вона була змінена на «Одеський комерційний технікум» згідно з Наказом Міністерства торгівлі України №91 від 19.09.1991. Змінилась підпорядкованість освітнього закладу, відповідно до постанови Кабінету Міністрів України № 15 від 18.01.1992 «Про передачу навчальних закладів Міністерства зовнішніх економічних  зв’язків і торгівлі до системи Міносвіти України» технікум був переданий у підпорядкування Міністерству освіти і науки України.
Нові можливості для подальшого розвитку закладу освіти з’явилися у 1992 році. «Одеський комерційний технікум» був об’єднаний з «Одеським технікумом громадського харчування» згідно Наказу Міністерства зовнішніх економічних  зв’язків і торгівлі України № 10 від 24.04.1992 «Про реорганізацію технікумів м. Одеси» (Одеський технікум громадського харчування був створений у 1963 році відповідно до Постанови ЦК КП України і Ради Міністрів УРСР № 204 від 23.02.1963 «Про заходи по поліпшенню підготовки кадрів для торгівлі і громадського харчування УРСР». Після об’єднання двох технікумів зберіглася назва «Одеський комерційний технікум», а вже у 1999 році вона була змінена на «Одеський державний технікум економіки та менеджменту торгівлі” (наказ № 378 від 01.11.1999 Міністерства освіти і науки України). У 2008 році відбулась ще одна зміна назви  технікум перейменований у Державний вищий навчальний заклад «Одеський коледж економіки, права та готельно-ресторанного бізнесу» (наказ № 722 від 01.08.2008 Міністерства освіти і науки України.
На теперішній час коледж змінив назву на Одеський фаховий коледж економіки, права та готельно-ресторанного бізнесу відповідно до Наказу Міністерства освіти і науки України № 500 від 10.04.2020.
Адміністрація та педагогічний колектив коледжу вивчали тенденції змін на ринку праці в сфері обслуговування, тому поряд з існуючими напрямами освіти своєчасно відкривались нові:
Правознавство – з 1997 року
Ресторанне обслуговування – з 1998 року
Готельне обслуговування – з 2001 року
Туристичне обслуговування – з 2013 року
Оціночна діяльність – з 2014 року
У 2016-2017 роках були акредитовані за І рівнем всі освітні програми, ліцензований обсяг прийому студентів за освітньо-кваліфікаційним ступенем «фаховий молодший бакалавр» становить на денну форму навчання 385 осіб.
4 грудня 2019 року в приміщенні навчального закладу на вулиці Троїцькій, 25 сталася значна пожежа.

## Люди

### Викладачі
- Ганна Бортюк (13 серпня 1976 — 4 грудня 2019) — викладачка вищої математики та інформаційних дисциплін. Герой України.

### Випускники
- Борис Дубров — торгівельник, журналіст, партійний діяч КПРС.
- Дмитро Сирбу — український військовослужбовець, прикордонник, солдат Державної прикордонної служби України. Учасник російсько-української війни. Загинув 11 липня 2014 року в зоні АТО.
- Сергій Стерненко — український громадський діяч, блогер, волонтер.